# Friedrich Karl Josef von Erthal
Friedrich Karl Joseph von Erthal (Lohr am Main, 3 gennaio 1719 – Aschaffenburg, 25 luglio 1802), vescovo di Worms dal 1774, fu l'ultimo principe-arcivescovo di Magonza dal 18 luglio 1774 al 4 luglio 1802, poco prima della definitiva secolarizzazione dell'arcivescovato con la Reichsdeputationshauptschluss.
Era figlio dell'alto funzionario del principato di Magonza di Philipp Christoph von und zu Erthal, della dinastia franca degli Erthal, e della di lui consorte Maria Eva von Bettendorff.
Suo fratello minore, Franz Ludwig von Erthal, fu principe-vescovo di Würzburg e di Bamberga.

## Biografia

### Elezione

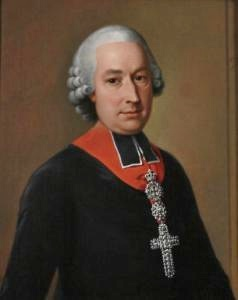
Ritratto di Friedrich Karl Josef von Erthal realizzato da Johann Wilhelm Hoffnas.

Il predecessore di Erthal, l'arcivescovo Emmerich Joseph von Breidbach-Bürresheim, aveva introdotto le idee dell'illuminismo ed era divenuto una figura popolare. Dopo la sua morte, il capitolo della cattedrale si era diviso in due fazioni, una rappresentante gli illuministi e l'altra i conservatori. Già alla morte dell'Arcivescovo, Friedrich von Erthal, che era custode del Duomo di Magonza, venne incaricato di ridurre l'influenza dell'illuminismo nelle scuole e nell'arcivescovato. Dopo la sua elezione a vescovo di Worms, affidò a diversi oppositori dell'illuminismo importanti incarichi.
Sia il nunzio papale che l'imperatore Giuseppe II si erano opposti alla sua elezione, nel tentativo di intensificare l'influenza delle due potenze sull'arcivescovato. Ad ogni modo, Erthal, nella sua posizione di arcicancelliere dell'Impero aveva un ruolo politico fondamentale nella politica del Sacro Romano Impero, opponendosi alle tendenze dinastiche dell'Imperatore. Nel 1785, aveva aderito ad una coalizione di principi protestanti prussiani, il Fürstenbund.

### Illuminista
Erthal non mantenne la propria opposizione all'illuminismo per molto tempo, restaurando il modus operandi del suo predecessore dal 1777. Dopo il 1781, la politica di Erthal fu dominata dall'illuminismo. Le università di Magonza ed Erfurt vennero riformate secondo le sue nuove idee, facendo pubblicare un inno all'illuminismo in tedesco. Egli divenne uno dei più fervidi sostenitori del libero pensiero teologico e del febronianesimo nel governo della Chiesa. Georg Forster, un protestante, divenne il suo bibliotecario e Wilhelm Heinse, un altro protestante, e patrono del romanzo lascivo "Ardinghello", venne nominato lettore ufficiale. Erthal soppresse il monastero certosino della diocesi e due monasteri femminili a Magonza e ne utilizzò il ricavato per l'Università di Magonza, nella quale nominò molti protestanti e liberi pensatori come professori. Tra questi si ricorda Anton Blau che, con altri professori, venne invitato all'università nel 1784 per sostituire i gesuiti nelle facoltà teologiche.

### Febroniano

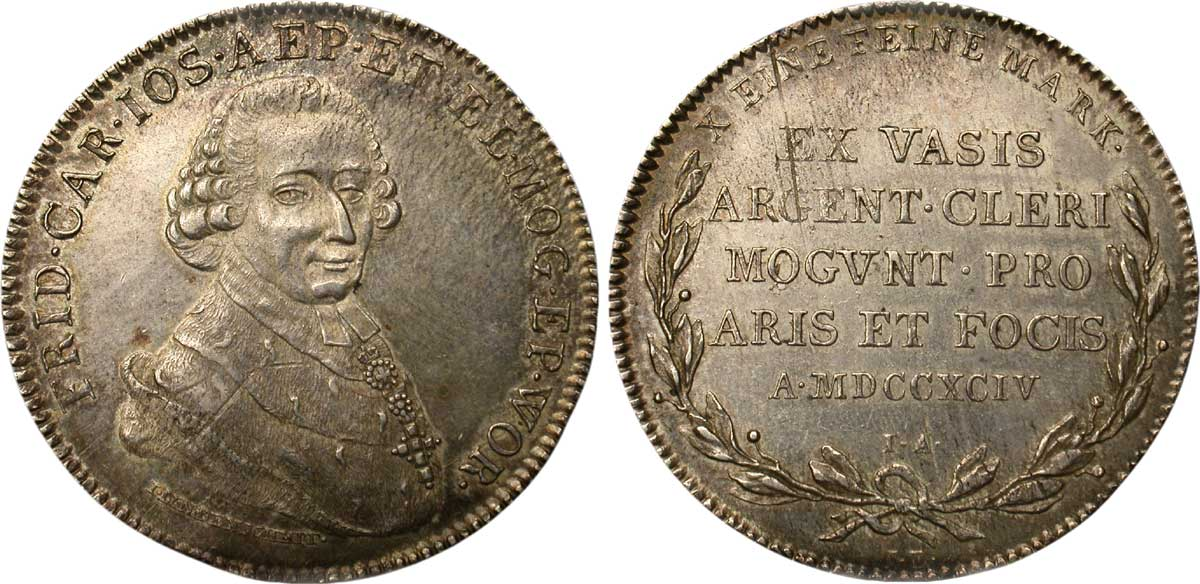
Friedrich Karl Josef von Erthal, 1794

Come principe della Chiesa, Erthal venne guidato dal febronianesimo. In accordo con gli arcivescovi Max Franz di Colonia, Clemens Wenzeslaus di Treviri e Hieronymus Joseph di Salisburgo egli convocò il Congresso di Ems nel quale vennero stipulati 23 articoli antipapali, conosciuti con il nome di "Puntualizzazione di Ems", redatti dai plenipotenziari dell'Arcivescovo il 25 agosto 1786. Il proposto di questi punti era quello di sminuire la presenza del papa negli interessi dei vari principati ecclesiastici. Per incrementare la propria influenza politica egli aderì (25 ottobre 1785) alla Confederazione dei Principi che era stata stabilita da re Federico il Grande di Prussia. Nel 1787 egli apparentemente si mostrò pronto a rinunciare alle proprie posizioni di Ems e ad applicare le norme di Roma con l'approvazione del proprio coadiutore, Karl Theodor von Dalberg. Poco tempo dopo, ad ogni modo, tornò sui suoi passi anche quando gli altri arcivescovi avevano ormai abbandonato la causa di Ems.

### La fine dell'arcivescovato

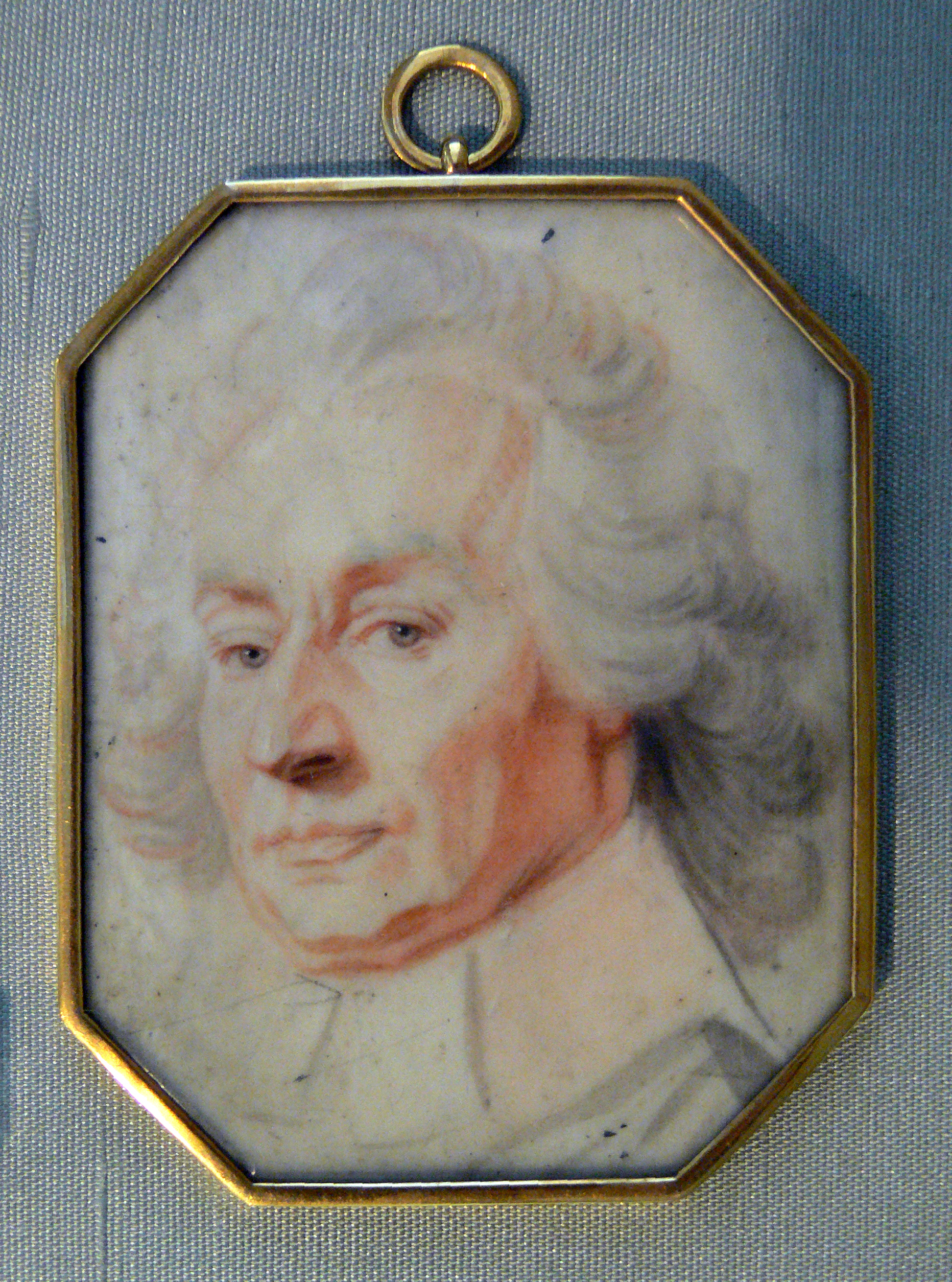
Miniatura raffigurante Friedrich Karl Josef von Erthal, realizzata da Heinrich Friedrich Füger.

La sua opposizione venne vanificata dalle guerre rivoluzionarie: le truppe del generale Adamo Filippo de Custine occuparono Magonza il 21 ottobre 1792; la città capitolò senza combattimenti. Erthal andò in esilio ad Aschaffenburg durante il governo repubblicano di Magonza e l'assedio di Magonza (1793).
Con il Trattato di Campoformio nel 1797 Erthal, venne privato dei propri possessi ad ovest del Reno e con il Concordato del 1801 perse la propria giurisdizione spirituale su quella parte della diocesi. I negoziati concernenti il rimborso di Erthal per la perdita di alcuni dei propri territori non giunsero mai a buon fine. Il 4 luglio 1802 rassegnò le dimissioni dalla carica. Erthal morì il 25 luglio dello stesso anno e la sua salma venne inumata nella chiesa dei Santi Pietro e Alessandro di Aschaffenburg.

## Genealogia episcopale e successione apostolica
La genealogia episcopale è:
- Cardinale Guillaume d'Estouteville, O.S.B.Clun.
- Papa Sisto IV
- Papa Giulio II
- Cardinale Raffaele Riario
- Papa Leone X
- Papa Clemente VII
- Cardinale Antonio Sanseverino
- Cardinale Giovanni Michele Saraceni
- Papa Pio V
- Cardinale Innico d'Avalos d'Aragona, O.S.Iacobi
- Cardinale Scipione Gonzaga
- Patriarca Fabio Biondi
- Papa Urbano VIII
- Cardinale Cosimo de Torres
- Cardinale Francesco Maria Brancaccio
- Vescovo Miguel Juan Balaguer Camarasa, O.S.Io.Hier.
- Papa Alessandro VII
- Arcivescovo Massimiliano Enrico di Baviera
- Vescovo Johann Heinrich von Anethan
- Arcivescovo Anselm Franz von Ingelheim
- Vescovo Matthias Starck
- Arcivescovo Lothar Franz von Schönborn (1695)
- Vescovo Friedrich Karl von Schönborn-Buchheim
- Arcivescovo Franz Georg von Schönborn
- Arcivescovo Philipp Karl von Eltz zu Kempenich
- Arcivescovo Emmerich Joseph von Breidbach zu Bürresheim
- Vescovo Ludwig Philipp Behelm
- Arcivescovo Friedrich Karl Joseph von Erthal

La successione apostolica è:
- Vescovo Franz Ludwig von Erthal (1779)
- Vescovo Johann Valentin Heimes (1780)
- Vescovo Stephan Alexander Würdtwein (1783)
- Arcivescovo Karl Theodor von Dalberg (1788)